# Агыр
Агыр (в верховье — Малый Агыр) — река в России, протекает по Башкортостану и Челябинской области. Устье реки находится в 411 км по правому берегу реки Уй. Длина реки составляет 34 км. В 19 км от устья по левому берегу впадает река Кыруды.

## Данные водного реестра
По данным государственного водного реестра России относится к Иртышскому бассейновому округу, водохозяйственный участок реки — Тобол от истока до впадения реки Уй, без реки Увелька, речной подбассейн реки — Тобол. Речной бассейн реки — Иртыш.

## Населённые пункты
- Первый Май
- Выдрино